# Zenon (piłkarz)
Zenon, właśc. Zenon de Souza Farias (ur. 15 marca 1954 w Tubarão) – brazylijski piłkarz, występujący podczas kariery na pozycji ofensywnego pomocnika.

## Kariera klubowa
Zenon karierę piłkarską rozpoczął w klubie Avaí FC w 1973 roku. W Avaí 10 marca 1974 w zremisowanym 1-1 meczu z Américą FC (RN) Zenon zadebiutował w lidze brazylijskiej. Był to udany debiut, gdyż Zenon zdobył bramkę. Z Avaí dwukrotnie zdobył mistrzostwo stanu Santa Catarina – Campeonato Catarinense w 1973 i 1975 roku. W latach 1976–1980 był zawodnikiem Guarani FC. Z Guarani Zenon zdobył jedyne w swojej karierze mistrzostwo Brazylii w 1978 roku(Zenon zdobył jedyną bramkę w pierwszym meczu finałowym z Palmeiras).
W latach 1980 roku występował w Arabii Saudyjskiej w Al-Ahli Dżudda. W 1981 roku powrócił do Brazylii i został zawodnikiem Corinthians Paulista. Z Corinthians dwukrotnie zdobył mistrzostwo stanu São Paulo – Campeonato Paulista w 1982 i 1983 roku. W barwach Corinthians rozegrał 306 meczów, w których strzelił 59 bramek. W latach 1986–1988 Zenon był zawodnikiem Atlético Mineiro. Z Atlético Mineiro dwukrotnie zdobył mistrzostwo stanu Minas Gerais – Campeonato Mineiro w 1985 i 1986 roku.
W 1988 roku był zawodnikiem Portuguesy São Paulo, a w latach 1989–1990 ponownie Guarani. W Guarani 18 października 1989 w przegranym 0-1 meczu z SC Internacional Zenon po raz ostatni wystąpił w lidze. Ogółem w latach 1974–1989 w lidze brazylijskiej wystąpił w 228 meczach, w których strzelił 46 bramek. Karierę piłkarską Zenon zakończył w EC São Bento w 1992 roku.

## Kariera reprezentacyjna
Zenon w reprezentacji Brazylii zadebiutował 21 czerwca 1979 w wygranym 5-0 towarzyskim meczu z Ajaksem. W tym samym roku był w kadrze Brazylii na Copa América 1979, na którym Brazylia zajęła trzecie miejsce. Na tym turnieju wystąpił w trzech meczach z Boliwią (debiut w meczu międzypaństwowym) i Argentyną i ponownie z Boliwią.
W 1984 roku Zenon powrócił do reprezentacji. W meczu z Anglią pełnił funkcję kapitana. Ostatni raz w barwach canarinhos wystąpił 17 czerwca 1984 w zremisowanym 0-0 towarzyskim meczu z Argentyną. Ogółem w reprezentacji wystąpił w 5 meczach.
| Mecze i gole w reprezentacji | Mecze i gole w reprezentacji | Mecze i gole w reprezentacji | Mecze i gole w reprezentacji | Mecze i gole w reprezentacji | Mecze i gole w reprezentacji | Mecze i gole w reprezentacji |
| #                            | Data                         | Miasto                       | Przeciwnik                   | Gol                          | Wynik                        | Rozgrywki                    |
| ---------------------------- | ---------------------------- | ---------------------------- | ---------------------------- | ---------------------------- | ---------------------------- | ---------------------------- |
| N1.                          | 21.06.1979                   | São Paulo                    | AFC Ajax                     |                              | 5:0                          | towarzyski                   |
| 1.                           | 26.07.1979                   | La Paz                       | Boliwia                      |                              | 1:2                          | Copa América 79              |
| 2.                           | 02.08.1979                   | Rio de Janeiro               | Argentyna                    |                              | 2:1                          | Copa América 79              |
| 3.                           | 16.08.1979                   | São Paulo                    | Boliwia                      |                              | 2:0                          | Copa América 79              |
| 4.                           | 10.06.1984                   | Rio de Janeiro               | Anglia                       |                              | 0:2                          | towarzyski                   |
| 5.                           | 17.06.1984                   | São Paulo                    | Argentyna                    |                              | 0:0                          | towarzyski                   |